# デンソー
株式会社デンソー（英: DENSO CORPORATION）は、愛知県刈谷市を本拠に置く、トヨタグループの自動車部品メーカーである。2009年以来、自動車部品業界では国内最大手である。日経平均株価およびTOPIX Large70、JPX日経インデックス400の構成銘柄の一つ。

## 概要
前身はトヨタ自動車の開発部門であり、現在もトヨタグループに属している。36カ国に拠点を置き、従業員数は約17万人、売上高は2023年（令和5年）3月時点で6兆4000億円である。自動車部品業界では、独ボッシュに次いで世界第2位、日本では1位である。
1949年（昭和24年）に日本電装株式会社（にっぽんでんそうかぶしきがいしゃ）として創業以来、トヨタ自動車を中心に自動車用電装部品を拡販し、現在では世界の主要なカーメーカーに幅広い製品を供給するメガサプライヤーである。主な製品は自動車の熱機器関連、エンジン関連（各種センサ、ECU、燃料噴射装置、点火装置、噴射ポンプ、コモンレールシステム）、電気機器関連、電子機器関連、ITS関連である。自動車部品を広範囲に扱っているが、センサ技術を応用した産業用無人航空機（ヒロボーが機体開発に協力したドローン）分野にも参入した。また近年、バイオ分野やヘルスケア分野、情報分野、製品としてはワインセーバーや基礎化粧品など、様々な取り組みもしている。1970年代には Nippon Denso から取られたNDで始まる型番のアマチュア無線機器を生産、またKDDIを中心に携帯電話端末も供給していた。2007年（平成19年）まで細々とではあるがNTTドコモの自動車電話「デジタル・カーホン」を生産していた。
プロ棋士とソフトウェア棋士が対戦をする将棋電王戦に使われているロボットアーム、新電王手さん、電王手くんなどは、同社、およびデンソーウェーブが開発したものが使われている。
携帯電話にURIなどを転送する際に使われる、QRコードの開発を行ったのは同社である。QRコードは同社の子会社である株式会社デンソーウェーブの登録商標である。CO2冷媒ヒートポンプ給湯器「エコキュート」は同社と電力中央研究所、東京電力が共同開発した技術である。CO2冷媒カーエアコンの開発技術を生かして製品試作段階から深くかかわっている。現在もコロナ向けエコキュートのOEM生産を行っている。「エジェクタサイクル」を世界で初めて実用化に成功させた。これを搭載した冷凍庫は、従来のシステムに比べて冷凍能力25%、エネルギー効率は50%向上。運転時の動力は33%低減し、年間の消費電力を60%も低減可能にする。
埼玉県に本社を持つ日本電装（にほんでんそう）とは旧社名の漢字表記が同じであるが、両者の間で資本・提携関係は一切ない。

## 沿革
- 1949年（昭和24年） - トヨタ自動車の赤字部門であった「電装部」が分離独立、「日本電装株式会社」として設立。独立時の累積赤字は1億4000万円、独立により極度の業績悪化、社員の30%に対し人員整理を行う。
- 1953年（昭和28年） - ドイツのボッシュと電装品に関する技術提携を締結。
- 1954年（昭和29年） - 技能養成所を開設。
- 1955年（昭和30年） - 噴射ポンプ準備室を開設。
- 1961年（昭和36年） - デミング賞を受賞。
- 1965年（昭和40年） - 池田工場及び広島工場の操業開始。
- 1966年（昭和41年） - 米国シカゴに営業所を、ロサンゼルスとデトロイトに出張所を開設。
- 1967年（昭和42年） - 安城製作所の操業開始。
- 1968年（昭和43年） - IC研究室を開設。
- 1970年（昭和45年） - 西尾製作所の操業開始。
- 1971年（昭和46年） - ロサンゼルスに初の海外販売会社を設立。
- 1972年（昭和47年） - タイ、オーストラリアに初の海外生産会社を設立。
- 1974年（昭和49年） - 高棚製作所の操業開始。
- 1977年（昭和52年） - 技能五輪国際大会で初の金メダルを獲得。
- 1979年（昭和54年） - 大河内記念生産賞を初受賞。
- 1982年（昭和57年） - 大安製作所の操業開始。
- 1984年（昭和59年） - 額田テストコースを開設。
- 1987年（昭和62年） - 幸田製作所、豊橋製作所の操業開始。
- 1990年（平成2年） - 阿久比製作所の操業開始。
- 1991年（平成3年） - 基礎研究所の設立。
- 1994年（平成6年） - デンソー基本理念を制定。
- 1996年（平成8年） - 商号を「株式会社デンソー」に変更。
- 1998年（平成10年） - 善明製作所の操業開始。
- 2000年（平成12年） - 「デンソーエコビジョン 2005」を策定。
- 2001年（平成13年） - 網走テストセンターを開設。
- 2002年（平成14年） - 国内全事業所でゼロ・エミッション達成。
- 2004年（平成16年） - 長期経営指針「DENSO VISION 2015」を策定。
- 2005年（平成17年） - タイに初の海外地域研修センターを設置。
- 2013年（平成25年） - デンソーグループ2020年長期方針を策定。
- 2016年（平成28年） - デンソーエコビジョン2025を策定。
- 2017年（平成29年）
  - 1月1日 - ブランドスローガン「Crafting the Core」を策定[13]。
  - 6月21日 - モビリティ（移動）や製造業の将来をテーマとした企画小説集『未来製作所』（幻冬舎）を発売[14]。
  - 7月23日 - 高棚製作所に工場見学コース「TAKATANAファクトリーツアー」設置[15][16]。
- 2018年（平成30年）4月1日 - アスモ（静岡県湖西市）との経営統合[17]により、自動車用小型モータの生産拠点としてデンソー湖西製作所を設置。
- 2020年（令和2年）7月6日 - 旧羽田空港ターミナル跡地に建設中の羽田イノベーションシティに自動運転車の試験走行を行える試作開発拠点「Global R&D Tokyo, Haneda」を開設[18][19]。
- 2022年（令和4年）9月1日 - 愛三工業にフューエルポンプモジュール事業を譲渡[20]。
- 2023年（令和5年）7月10日 - 日本特殊陶業との間でスパークプラグと排ガス用センサー事業の譲渡について検討開始[21][22]。
- 2024年（令和6年）  
  - 1月1日 - エヌエスアイテクスを吸収合併[23]。
  - 7月1日 - オーバスを吸収合併[24][25]。

### エピソード

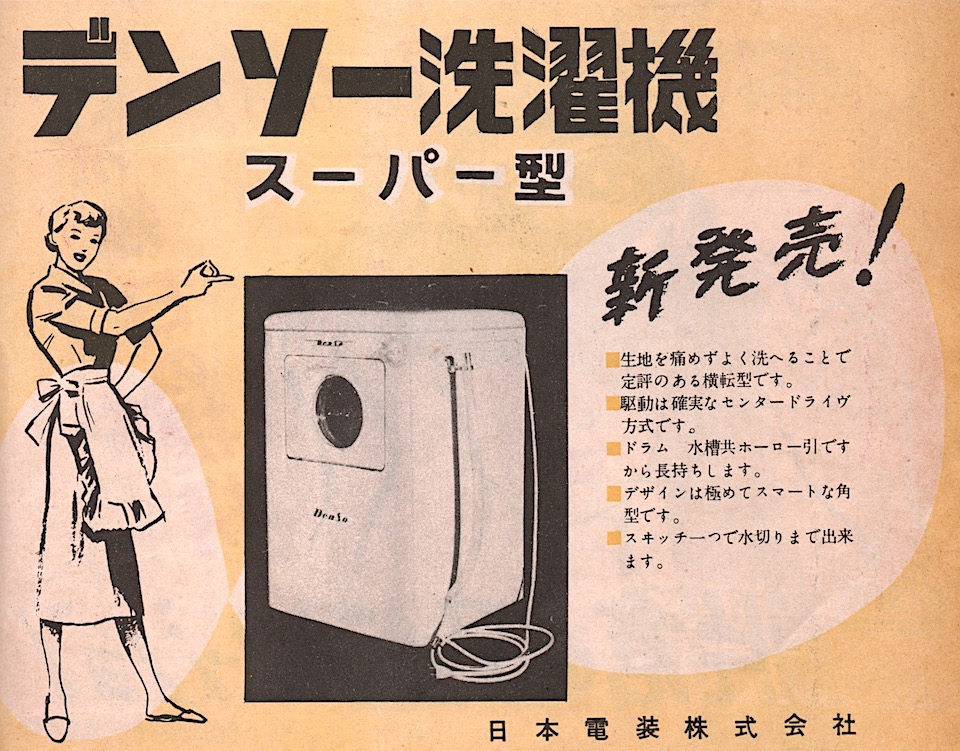
デンソー製のドラム式洗濯機の広告（1954年）

初代社長・林虎雄はデンソー独立時について下記のように述べており、そのためトヨタグループのなかでも独立色が強くなっている。

## 経営者
歴代社長は創業以来一貫して生え抜き社員が就任しており、同族会社が多いトヨタグループの中では異例の企業である。

### 現取締役
- 会長 - 有馬 浩二（2015年6月～）
- 社長 - 林 新之助（2023年6月～）
- 副社長 - 松井 靖（2021年6月～）
- 経営役員 - 伊藤 健一郎（2021年6月～）
- 取締役 - 豊田 章男（2019年6月～）
- 取締役 - Joseph P. Schmelzeis, Jr. ※社外取締役
- 取締役 - 櫛田 誠希（2019年6月～）※社外取締役
- 取締役 - 三屋 裕子（2019年6月～）※社外取締役

### 歴代会長
|      | 名前                              | 任期                    | 注   |
| ---- | --------------------------------- | ----------------------- | ---- |
| 初代 | 林虎雄（はやし とらお）           | 1967年02月 - 1969年06月 |      |
| 2代  | 岩月達夫（いわつき たつお）       | 1973年03月 - 1977年03月 |      |
| 3代  | 白井武明（しらい たけあき）       | 1977年03月 - 1982年03月 |      |
| 4代  | 平野史（ひらの ふびと）           | 1982年03月 - 1985年03月 |      |
| 5代  | 戸田憲吾（とだ けんご）           | 1987年03月 - 1991年03月 |      |
| 6代  | 田中太郎（たなか たろう）         | 1991年03月 - 1995年03月 |      |
| 7代  | 豊田禎吉郎（とよだ ていきちろう） | 1995年06月 - 1996年06月 |      |
| 8代  | 石丸典生（いしまる つねお）       | 1996年06月 - 2000年06月 |      |
| 9代  | 高橋朗（たかはし あきら）         | 2000年06月 - 2004年06月 |      |
| 10代 | 岡部弘（おかべ ひろむ）           | 2004年06月 - 2007年06月 |      |
| 11代 | 齋藤明彦（さいとう あきひこ）     | 2007年06月 - 2009年06月 |      |
| 12代 | 深谷紘一（ふかや こういち）       | 2009年06月 - 2013年06月 |      |
| 13代 | 加藤宣明（かとう のぶあき）       | 2013年06月 - 2018年06月 |      |
| 14代 | 有馬浩二（ありま こうじ）         | 2023年06月 -            | 現職 |

### 歴代社長
|      | 名前                           | 任期                    | 注   |
| ---- | ------------------------------ | ----------------------- | ---- |
| 初代 | 林 虎雄（はやし とらお）       | 1949年12月 - 1967年02月 |      |
| 2代  | 岩月 達夫（いわつき たつお）   | 1967年02月 - 1973年02月 |      |
| 3代  | 白井 武明（しらい たけあき）   | 1973年02月 - 1977年03月 |      |
| 4代  | 平野 史（ひらの ふびと）       | 1977年03月 - 1982年03月 |      |
| 5代  | 戸田 憲吾（とだ けんご）       | 1982年03月 - 1987年03月 |      |
| 6代  | 田中 太郎（たなか たろう）     | 1987年03月 - 1991年03月 |      |
| 7代  | 石丸 典生（いしまる つねお）   | 1991年03月 - 1996年06月 |      |
| 8代  | 岡部 弘（おかべ ひろむ）       | 1996年06月 - 2003年06月 |      |
| 9代  | 深谷 紘一（ふかや こういち）   | 2003年06月 - 2008年06月 |      |
| 10代 | 加藤 宣明（かとう のぶあき）   | 2008年06月 - 2015年06月 |      |
| 11代 | 有馬 浩二（ありま こうじ）     | 2015年06月 - 2023年06月 |      |
| 12代 | 林 新之助（はやし しんのすけ） | 2023年06月 -            | 現職 |

## 主要製品
自動車分野
- 熱機器
  - 冷暖房 - カーエアコンシステム、バス・農機・建機用エアコン、トラック用冷凍機、空気清浄機
  - 冷却機器 - ラジエータ、冷却ファン、インタークーラ、オイルクーラ、フロントエンドモジュール、クーリングモジュール
- パワトレイン機器
  - エンジン機器 - 点火コイル、マグネトー、ディストリビューター、点火プラグ、グロープラグ、排気センサ、モノリス、DPF
  - 機能品 - 各種バルブ（EGRバルブ、A/Tコントロールバルブ、A/Tソレノイドバルブ 他）、キャニスタ、ノックセンサ、アクセルセンサ、VCT、スロットルボデー、エアフロメータ、オイルフィルタ、エアクリーナ、吸気モジュール、シフトバイワイヤアクチュエータ、ホーン
  - 燃料噴射 - ディーゼルエンジン用製品（コモンレールシステム、列型・分配型ポンプ、噴射ノズル 他）、ガソリンエンジン用製品（フューエルポンプモジュール、フューエルフィルタ、インジェクタ 他）
- 電子機器
  - 電子 - エンジンコントロールユニット、A/Tコントローラ
  - デバイス - 各種半導体センサ、モノリシックIC、ハイブリッドIC
  - リレー
  - プリント基板 PALAP

- 電気機器
  - 電機 - スタータ、オルタネータ

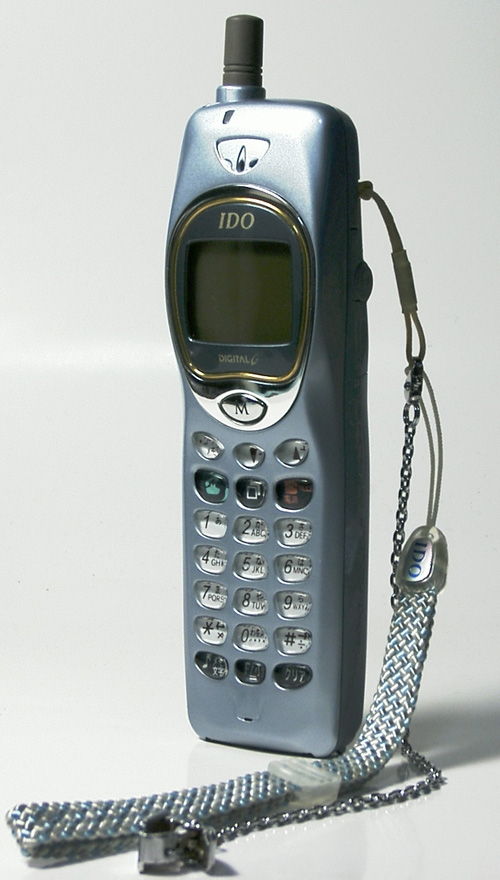
かつてIDO向け端末として製造した 528G DIGITAL minimo（1998年）

  - EHV - インバータ、DC-DCコンバータ、電池監視ユニット
  - EPS - 電動パワステ用コンピュータ&センサ
- 情報安全
  - ボデー機器 - メータ、エアコンパネル、リモートキー、ワイヤレスドアロックコントローラ、バック&コーナーソナー、セキュリティシステム、ボデーコンピュータ
  - ITS - カーナビゲーション、ETC車載器、車両運行管理システム、データ通信モジュール（DCM）
  - 走行安全 - エアバッグ用各種センサ&コンピュータ、ABS用アクチュエーター&コンピュータ、車間制御用レーザレーダ&コンピュータ、プリクラッシュセーフティシステム用ミリ波レーダ&コンピュータ、ディスチャージヘッドランプ用バラスト、ヘッドランプコントロールシステム用コンピュータ
- モータ - ワイパシステム、ウォッシャシステム、パワーウィンドーモータ、パワーシートモータ、パワーステアリングモータ、他各種モータ

新事業分野
- 産業機器
  - 自動認識関連製品（QRコード（マトリックス型二次元コード））
  - FA関連製品 - ロボット
  - 冷却・空調関係製品
  - 遠赤外線ヒータ（エンセキ）
  - 農業支援（プロファーム）
  - 手術支援ロボット
- 生活関連機器 - 自然冷媒（CO2）ヒートポンプ式給湯器（エコキュート）
  - ワインセーバー
  - 化粧品開発（ハンドクリーム moina）

### 製品別売上高
2014年度（2014年4月1日〜2015年3月31日）の製品別売上高構成（連結）は以下のようになっている。
- パワトレイン機器: 35.5%
- 熱機器: 28.5%
- 情報安全: 14.5%
- 電子機器: 8.7%
- モータ: 7.0%
- 空調冷熱: 2.7%
- その他: 1.6%
  - 自動車分野計: 98.5%
- 産業・機器生活関連機器: 1.2%
- その他：0.3%
  - 新事業分野計: 1.5%

## 国内拠点
| 拠点名                  | 所在地               | 操業開始 | 従業員数 | 事業内容                                                                             |
| ----------------------- | -------------------- | -------- | -------- | ------------------------------------------------------------------------------------ |
| 本社                    | 愛知県刈谷市         | 1949年   | 13,211名 |                                                                                      |
| 東京支社（渉外）        | 東京都中央区         |          |          |                                                                                      |
| 東京支店（営業）        | 東京都渋谷区         |          |          |                                                                                      |
| Global R&D Tokyo        | 東京都港区           |          |          |                                                                                      |
| 東京支店 宇都宮オフィス | 栃木県宇都宮市       |          |          |                                                                                      |
| 大阪支店                | 大阪府大阪市         |          |          |                                                                                      |
| 広島支店                | 広島県広島市         |          |          |                                                                                      |
| 名古屋オフィス          | 愛知県名古屋市       |          |          |                                                                                      |
| 池田工場（現在廃止）    | 愛知県刈谷市         | 1965年   | 585名    | ラジエータ、オイルクーラ、インタークーラの製造                                       |
| 安城製作所              | 愛知県安城市         | 1967年   | 2,907名  | スタータ、オルタネータ、EHV製品の製造                                                |
| 西尾製作所              | 愛知県西尾市         | 1970年   | 6,995名  | カーエアコン、ラジエータ、ディーゼル燃料噴射装置、ガソリン燃料噴射装置の製造         |
| 高棚製作所              | 愛知県安城市         | 1974年   | 2,756名  | メータ、ディスプレイ、カーナビゲーションシステム、パワーモジュール、各種センサの製造 |
| 大安製作所              | 三重県いなべ市       | 1982年   | 4,704名  | 点火系製品、走行安全関係製品、動弁系製品、排気系製品の製造                           |
| 幸田製作所              | 愛知県額田郡幸田町   | 1987年   | 3,485名  | IC、電子制御製品の製造                                                               |
| 豊橋製作所              | 愛知県豊橋市         | 1987年   | 1,095名  | カーエアコン、自然冷媒CO2ヒートポンプ給湯機の製造                                    |
| 阿久比製作所            | 愛知県知多郡阿久比町 | 1990年   | 971名    | 生産設備の製造                                                                       |
| 善明製作所              | 愛知県西尾市         | 1998年   | 1,095名  | 電子制御式ディーゼル燃料噴射装置                                                     |
| 先端技術研究所          | 愛知県日進市         | 1991年   | 518名    | 次世代半導体、先端機能材料、ヒューマン マシン インターフェイス、バイオ等の研究       |
| 額田テストセンター      | 愛知県岡崎市         | 1984年   | 32名     | 実車走行試験                                                                         |
| 東京事業所              | 東京都港区           | 2014年   | 11名     | 車載半導体回路の開発・設計                                                           |
| 豊橋事業所              | 愛知県豊橋市         | 2014年   | 14名     | 農業支援システムの研究・開発                                                         |
| 湖西製作所              | 静岡県湖西市         | 2018年   |          |                                                                                      |
| 広瀬製作所              | 愛知県豊田市         | 2020年   | 1700名   | ECU、パワー半導体と最先端素材の研究開発                                              |

## スポーツ関連
- デンソーブライトペガサス - JDリーグ所属。古豪チームとして知られる。タイトル獲得は計13回（日本リーグ1回・全日本総合2回・全日本実業団2回・国体8回）。
- デンソーエアリービーズ - 女子バレーボールチーム。現在、SVリーグ所属。全国タイトルは計4回獲得（黒鷲旗2回・皇后杯1回・国体1回）。
- デンソーアイリス - 女子バスケットボールチーム。バスケットボール女子日本リーグ（Wリーグ）所属。国体優勝6回。
- デンソーポラリス - 女子卓球チーム。日本卓球リーグ1部所属。
- デンソーオルカリス-女子ボートチーム。1991年にデンソーボート部として活動開始。過去に全日本選手権優勝や五輪選手を輩出するなど、日本トップレベルのボートチームである。
- 女子陸上競技部 - 2017年より短距離選手の育成を開始。
- 女子陸上長距離部 - 1990年に陸上競技部より独立。全日本実業団対抗女子駅伝競走大会（クイーンズ駅伝）で3度優勝しており、世界陸上選手権日本代表も輩出している。
- SUPER GT（旧・JGTC。自動車レース）
  - SUPER GTの前身の全日本GT選手権の初年度から長年とチームサード（SARD, 39号車）のメインスポンサーを務めている。2016年、この年のシーズンの最終戦のツインリンクもてぎで優勝し、ドライバーズチャンピオンを獲得した。
- デンソーフープギャング - かつて存在した男子バスケットボールチーム。日本リーグに2000年まで在籍していた。
- 男子バレーボール部 - かつて存在したチーム。V1リーグに1999年の1シーズンのみ在籍していた。
- Jリーグ・名古屋グランパスの2007-2008年、2013-2014年のユニフォームの背中スポンサーに起用された。

## 提供番組
現在
- ぐっさん家〜THE GOODSUN HOUSE〜（東海テレビ、東海地区のみ）
- なるほどプレゼンター!花咲かタイムズ（CBC、東海地区のみ）
- 報道ステーション（テレビ朝日制作、東海地区のみ、かつては全国ネットで提供していた。）
- おんがく交差点（BSジャパン）
- 将棋電王戦（ニコニコ生放送）※ロボットアーム提出を機会に第3回将棋電王戦以来協賛しつづけている。電王戦関連番組で本編の合間をぬってPVや他社CMなどと共にデンソーのCMが流れることもある。

※2011年10月から約1年間は「志村&所の戦うお正月」などのスペシャル番組のみであった。また、2020年4月から全国ネットのレギュラー提供がない。
※ジャック・オッフェンバックのオペレッタ「地獄のオルフェ（邦題「天国と地獄」）」の序曲が2019年版のCMに使われている。本CMは2020年11月頃までデンソーYouTubeチャンネルでも視聴することができた（その後は削除されている）。
過去
- デンソー木曜劇場
- DENSO 朝の歳時記
- TBS土曜10時枠の連続ドラマ
  - 必殺シリーズ（1975年3月まで）→影同心〜雪姫隠密道中記（1980年9月まで）
- JNN報道特集
- 木曜座
- 世界まるごとHOWマッチ※1985年頃には親会社のトヨタ自動車との共同での提供時期があった。
- ドラマチック22
- 月曜ドラマスペシャル※1990年春の改編でフィリップモリスから引き継いだ。1993年春の改編まで。
- 火曜ワイドスペシャル
- しあわせ家族計画
- 報道ステーション
- 学校へ行こう!MAX
- 1年1組 平成教育学院
- 天才!志村どうぶつ園
- 中日クラウンズ
- やべっちFC〜日本サッカー応援宣言〜（2013年3月をもって降板）
- PS三世（中京テレビ、東海地区のみ）
- ほこ×たて※終了後、つなぎ番組提供を経て、クイズ!それマジ!?ニッポンに提供していた。
- 日本語探Qバラエティ クイズ!それマジ!?ニッポン※2014年2月より。終了後、ザ!世界仰天ニュースに提供枠移動。
- ザ!世界仰天ニュース（日本テレビ）※2015年10月より2017年3月まで。
- サンデーモーニング（TBS）※2014年10月より2018年3月まで、同年9月末までは関西(MBS)・東海地区(CBC)のみだった。2018年4月より新・情報7DAYS ニュースキャスターへ移動。
- 新・情報7DAYS ニュースキャスター（TBS）※2018年4月7日放送より、2019年3月まで。同年4月よりジョブチューンへ移動。
- ジョブチューン アノ職業のヒミツぶっちゃけます!（TBS）※20時枠、2019年4月〜2020年3月28日まで。後継はUR都市機構。
- 炎の体育会TV（TBS）※20時枠、2019年4月〜2020年3月28日まで。後継はUR都市機構。
- ニュース・パレード（NRN系全国ネット、1980年10月から1985年3月まで）
- 伊集院光 日曜日の秘密基地

## 縁のある人物
- 原昌宏（日本電装当時の1994年にQRコードを開発。その後、デンソーウェーブ社員）
- 東野圭吾（日本電装当時の1981年に技術者として入社する。1986年に退職）
- 鈴木俊宏（日本電装当時の1983年に入社。1994年に退職。現スズキ社長）
- 石橋麻衣（デンソーに入社、その後、ヤマダ電機に移籍）
- 高島由香（デンソーに入社後、全日本実業団対抗女子駅伝競走大会での同社の三連覇を支えた）
- 中村彰正（元デンソー社員。1992年から 久万高原天体観測館 職員。多くの小惑星を発見。デンソー 10850 Denso、刈谷 11115 Kariya、大府 11612 Obuなど命名）
- 朝倉海（元デンソー社員。愛知県立豊橋工業高校(現：豊橋工科高等学校)卒業後の2012年に入社し、プロ格闘家デビュー前の2017年まで在籍。2017年退社）
- 永井花奈（デンソーと所属契約を結ぶ女子プロゴルファー）

## トラブル・不祥事など
- デンソー製の燃料ポンプに不具合が発生し、2020年3月以降、これに起因するリコールが約268万台に達していることが、2023年11月に明らかになった。エンストの虞も指摘されており、これまでにトヨタ自動車やホンダなどが、2023年11月3日現在でリコールを計17回にわたり届け出ている。社会的影響の大きい事案であるにもかかわらず、デンソーはこの件を11月まで報道発表していなかった[30]。同年12月13日になって、同年7月に鳥取自動車道のトンネルで発生した死亡事故がこの燃料パイプの不具合に起因するものと判明、デンソーは本件について謝罪のコメントを発表した[31]。12月15日には斉藤鉄夫国土交通大臣が重大な問題と指摘し、デンソーや自動車メーカーに対して「対処方法をユーザーに提供することや、速やかにリコールを行うよう指導している」と述べた[32]。
  - 2024年1月26日に、燃料ポンプによる不具合が相次いでいる問題について、新たに自動車メーカー4社と二輪車メーカー2社が約48万台のリコールを届け出た[33]。一連の問題で、二輪車メーカー（ヤマハ、ホンダ）によるリコールは初という[34]。今回のリコールを含め、自動車メーカーなど10社から、合わせて約430万台のリコールとなる[35][33]。
- 2024年3月19日、合理的な根拠がないにもかかわらず、車内の空間除菌効果が3か月持続するとうたって除菌サービスを提供したとして、消費者庁は、デンソーと子会社のデンソーソリューション、トヨタ系とマツダ系のディーラー8社に景品表示法違反（優良誤認）で再発防止を求める措置命令を出したと発表した。 10社は2022年8月から2024年1月、デンソーが大幸薬品と共同開発した「車両用クレベリン」という空間除菌装置を使った車内の除菌・消臭のサービスについて、自社サイトで「除菌効果3か月間」などと表示していた。同庁は根拠となる資料を求めたが、提出された資料は施工中の15分間の二酸化塩素の濃度を示したもので、効果が3カ月続く根拠とはみなせないと同庁は判断した[36][37][38]。